# 連邦官報
連邦官報（れんぽうかんぽう、英: Federal Register, FRまたはFed., Reg.、1936年3月14日初刊）は、アメリカ合衆国連邦政府の官報。政府機関の告示等が掲載される。休日を除いて毎日刊行されている。
連邦官報事務局（en: Office of the Federal Register、アメリカ国立公文書記録管理局内）が編纂、合衆国政府出版局（en: United States Government Publishing Office、略称GPO）が印刷を行っている。
アメリカ合衆国政府が制作した著作物であり、如何なる資料でも制限なしに複写または再出版することができる。
サイテーション（引用形式）は[ボリューム] FR [ページ番号] (日付)のようになる。 例：65 FR 741 (2000-10-01)で「連邦官報第65号741ページ、2000年10月1日付けより」の意味。

## 歴史
出版物としての連邦官報システムは1935年の連邦官報法（en:Federal Register Act）によって開始され、1945年の行政手続法（en:Administrative Procedure Act）によって拡大・修正がなされた。

## 内容
連邦官報はアメリカ合衆国政府機関の次のようなものの主要な情報ソースとなっている。
- 新しい規則案と規制案
- 最終規則
- 既存の規則に対する改正
- 会議及び審理手続きの告示

根本的に連邦官報は連邦政府の考えを公に向けて投げかける手段の１つであり、米国政府 が承認した法令の記録でもある。連邦官報に告示と意見公募の手順が掲載されることにより一般の人々は政府の規則制定に参加できる機会を得る。
合衆国政府マニュアル（en: United States Government Manualは連邦官報の特別編集版として発行される。これはプログラムとアクティビティを集中的に扱っている。
日本やドイツ、フランスと異なり連邦の議会制定法は官報には掲載されない。議会制定法の公布という手続きがなく、大統領の署名によって効力を持つからである。
制定された法律は小冊子（slip law）として刊行され、後にslip lawを集めた制定順法令集Statute at Large  がGPO（米国印刷局）から刊行される。

## フォーマット
連邦官報は次の4つのカテゴリーで構成されている。
- 大統領文書（Presidential Documents） - 大統領令 及び大統領宣言
- 規則と規制（Rules and Regulations） - 政策ステートメント及び連邦政府機関による規則の解釈
- 規則案（Proposed Rules） - 規則制定とその他の規則案の支援のための連邦政府機関による要請
- 告示（Notices） - 予定されている公聴会と公開説明会、助成金申請及び行政命令

「連邦官報第44号33,238ページ」を参照するにはサイテーションは「44 FR 33,238」となる。公示、いわゆる規則制定案告示（NPRM）は通常規則案に対する意見公募で、規則案について話し合う公聴会のお知らせである。集められた意見は担当政府機関によって検討され、最終規則のテキストが連邦官報で公表される。
政府機関によって公布され連邦官報で公表された最終規則は最終的に主題ごとに再編制されてから、連邦規則集（CFR）において再公表（成文化）される。これら一年に１回更新される。

## 掲載対象
合衆国連邦機関によって作成される文書のすべて連邦官報内で公表されるわけではない。連邦政府は機密文書として公表しない権限を持っている。連邦規則集（CFR）で規制を公示する必要がある政府機関は連邦官報内で公表する必要がある。
毎日の連邦官報内の規則案や規則制定はCFRのセクションのリスト作業を行う各機関に影響を及ぼすとされる。影響を受けるCFRセクションのリストは月次で公表され、連邦官報内で公表される新しい規則によって変更されるCFRセクションの更新に使われる。

## 利用
連邦官報の最新の出版物や過去の出版物は合衆国政府印刷局に問い合わせると購入できる。米国内における一年間の購読費用は929米国ドルとなっている。各号はページにもよるが11ドル～33ドルになっている。アメリカ法曹協会（en: American Bar Association）認定法律学校関連の法律図書館では事実上セット単位で保有されている。
連邦官報のページ数は非常に膨大で、2008年度分では80,700ページある。法律的側面や史料的側面から米国政府機関の日常業務の記録として非常に重要な資料とされているものの、量が膨大、内容が無味乾燥なスタイルで記述されているため、定期的に熟読している人は弁護士や法律専門家しかいない。連邦官報のサイズはしばしば連邦政府の規制の数の増加の証拠であるとして引き合いに出されることがある。

### 無料アクセス
米国内の連邦政府刊行物寄託図書館（en: Federal Depository Library）が連邦官報テキストのコピーを紙またはマイクロフィッシュフォーマットで受領している。米国外でも主要な図書館では所蔵されていることが多く、日本国内でも国立国会図書館や大学の図書館で所蔵されている。
1994年以降の連邦官報はオンラインで利用できる。法令に関心のある人や団体が意見を寄せることができるように、連邦官報で提案されている法令案には担当政府機関の問合せ窓口の情報を乗せなければならないことになっている。当該機関は最終規則として公示するときにはこれらの懸念事項に対してデューデリジェンスを行わなくてはならない。
連邦官報は連邦政府の電子政府・電子規則制定活動の一環として、だれでも簡単に連邦官報を利用できるよう2003年にウェブサイトRegulations.govが作成され、更に2005年連邦文書管理システム(en:Federal Docket Management System、略称FDMS)が立ち上げにより拡張がなされた。Regulations.govでは一般の人が全ての規則制定文書にアクセスできるようになっており、各省庁の規則制定原案の責任者にオンラインで意見を寄せたりすることができる。
現在では合衆国政府印刷局が運営するウェブサイトGPO Accessのホームページ（www.gpoaccess.gov/fr/index.html）やアメリカ国立公文書記録管理局のホームページ（www.archives.gov）等からアクセスできる。
電子版連邦規則集（Electronic Code of Federal Regulations、略称e-CFR）もまたウェブサイトGPO Accessのe-CFRサイトであるecfr.gpoaccess.govから利用できるようになっている。本ウェブサイトではe-CFRに関する説明やその法的なステータスが記述されている。ecfr.gpoaccess.govによるとこのe-CFRはCFRの公式な合法版というわけではなく、CFR資料と連邦官報修正の非公式編集版とされている。

### 有料サービス
現在ではコピーを購入したり定期購読での利用の他、商用データベースから連邦官報を利用することができる。
- Citation Technologies：全ての連邦官報と連邦規則集（CFR）をCyberRegsのようなウェブポータルで定期購読として検索可能なテキストフォーマットサービスを提供している。
- Westlaw　（1981年1月1日以降）：46 F.R. 1以降の検索可能なテキストフォーマットを提供している。国際物品売買契約に関する国際連合条約（1988年1月1日発効）の公式英語テキストも含まれる。
- LexisNexis　（1980年7月1日以降）：45 F.R. 44251以降の検索可能なテキストフォーマットを提供している。
- HeinOnline　（1936年以降）：1936年以降のイメージベースの検索可能なPDFフォーマットを提供している。

## 適用
ノーベル賞受賞の新自由主義経済学者のミルトン・フリードマンは毎年どれだけ個人の自由が制限されているかということを確かめるため連邦官報の調査を行った。ミルトンによると1970年以降、連邦官報は着実にページが増加していたが、レーガン政権において急激に減少したという。そしてレーガンがホワイトハウスを去って以降また毎年の増加するようになった。
アマチュア無線愛好家と一般人によって、連邦通信委員会の規定変更が有効になる時期に関する調査が連邦官報を使って行われた。連邦通信委員会の発表による規定変更は通常連邦官報で公布され、有効になるのはおよそ1ヶ月後だと判明した。